# Émile Storck
Pour les articles homonymes, voir Storck.
Émile Storck, né le 22 novembre 1899 à Guebwiller et mort le 9 novembre 1973 dans la même ville, est un poète et écrivain alsacien.
Il est l'auteur de livres de poésie et de pièces de théâtre en alsacien.
La Bourse de traduction du Prix du Patrimoine Nathan Katz a été attribuée en 2012 au Cercle Émile Storck pour ses traductions de l'œuvre poétique d'Émile Storck .

## Biographie

### La formation
Émile Storck grandit dans une famille de neuf enfants dont l'un, Joseph Storck, s'illustre plus tard au sein de la Résistance.
Son père, Émile Storck, travaille aux Établissements Grün à Guebwiller, comme contremaître. Il parle le dialecte alsacien. Sa mère, Maria Millien, parle le welche.
Enfant, Émile Storck va à l'école allemande à Guebwiller, école qui porte aujourd'hui son nom.
En 1917, il doit s'engager pour la Première Guerre mondiale, comme soldat allemand. Devant son refus de tirer sur les troupes françaises, il doit être traduit devant un tribunal militaire auquel il échappe grâce à l'armistice de 1918.
Émile Storck devient enseignant puis présente avec succès une agrégation d'allemand. En 1934, il quitte l'Alsace, pour enseigner l'allemand dans d'autres régions de France.

### La maturité
En 1949, Émile Storck est nommé à l'"École normale de jeunes filles" de Guebwiller. Il y enseignera l'allemand jusqu'en 1965.
Il commence à écrire en alsacien dans un environnement qui est pourtant beaucoup plus favorable au français. Le thème principal de ses poèmes est la nature, à laquelle s'ajoute son goût pour les paysages et la géographie. En tout, entre 1954 et 1967, il écrit 200 poésies, éditées dans deux livres, Melodie uf de Panfleet et Lieder vu Sunne un Schatte. Ses ouvrages paraissent à compte d'auteur.
Il écrit également cinq pièces de théâtre : Der goldig Wage, Maidle wiss im Felsetal, E Summertrauim, Vergib uns unsri Schuld, Mathis Nithart. Ces pièces seront peu jouées de son vivant: il s'agit de drames, difficiles à mettre en scène, et qui ne rencontrent pas autant de succès que le répertoire habituel du théâtre populaire alsacien, plutôt tourné vers le divertissement.
Émile Storck reçoit en 1966 le "Oberrheinischer Kulturpreis" pour l'ensemble de son œuvre et, en 1967, le prix "Claus Rheinbolt", pour ses pièces de théâtre.
En 2000, le Cercle Émile Storck est fondé, sous la direction de Richard Ledermann.

## L'œuvre

### Poésie
- Melodie uf de Panfleet, 1957.
- Lieder vu Sunne un Schatte, 1962.

### Théâtre
- Der goldig Wage, 1954.
- Maidle wiss im Felsetal, 1962.
- E Summertrauim, 1962.
- Vergib uns unsri Schuld, 1966.
- Mathis Nithart, e Kinschtler im Bürekrieg, drame historique en quatre actes, 1967.

### Traductions
- Baudelaire et Verlaine en alsacien, présentation par Jean-Paul Sorg, éditions bf, 1999.

### Autres
- Alltag Und Sonntag, Cours pratique d'allemand, Alsatia 1954

## Traductions françaises
- Par les fossés et les haies (édition bilingue), traduit de l'alsacien par le Cercle Émile Storck, présentation par Jean-Paul Sorg, collection "Neige", Éditions Arfuyen, Paris-Orbey, 2013. Bourse de traduction du Prix du Patrimoine Nathan Katz 2012.  (ISBN 978-2-845-90184-1)